# 제시의 일기
《제시의 일기》는 독립운동가 양우조, 최선화 부부가 8년간 썼던 일기 모음이다. 외손녀 김현주가 1999년 동명의 책으로도 출판했다.

## 출판 과정
일본이 패망하고도 8개월이 지나서야 귀국길에 오른 양우조는 1964년을 끝으로 생을 마감한다. 그 때까지 '제시의 일기'는 세상에 빛을 보지 못했고, 이후 1999년, 외손녀 김현주(제시의 딸)에 의해 ‘제시의 일기’(도서출판 혜윰)라는 이름으로 출간된다. 하지만 각종 어려움으로 인해 발간량이 적어, 쉽게 구입하기 어려운 실정이다.
현재 미국에 건너간 외손녀 김현주는 한국 비하발언과 역사 왜곡으로 논란이 됐던 요코이야기를 바로잡기 위해, 이 《제시의 일기》를 미 교육국 공식 도서로 지정하는 운동을 진행 중이다.

## 내용
일기는 정확히 1938년 7월 4일부터 1946년 5월 4일까지 씌여졌다. 이 일기는 주인공 제시의 성장모습과 가족사를 중심으로 한 육아기록이지만, 1938년 7월부터 1946년 4월 29일까지 대한민국 임시정부가 일본 공군기의 공습을 받으며 광주, 유주, 기강을 거쳐 중경으로 이동한 과정과 당시의 실상을 낱낱이 알려주는 기록이기도 하다.
일기의 내용은 주로 중일전쟁의 전란 속에서 제시라는 딸이 출생한 것을 시작으로 임시정부 이동기 고난의 행군과 임정요인들의 인간애, 해방의 감격을 담고 있다. 아이의 이름을 영어식 이름, '제시'라고 지은 이유는 다음과 같이 밝히고 있다.

... 집안의 돌림자가 '제'자인데 '제시'라는 이름이 생각났다. 영어 이름이다. 조국을 떠나 중국에서 태어난 아기. 그 아기가 자랐을 때는 우리나라가 세계 속에서 당당히 제 몫을 하기 바라는 마음으로, 우리 아기 또한 세계 여러나라 사람들 사이에서 능력있는 한국인으로 활약하는데 불편함이 없도록 지었다.

1945년 광복을 맞이한 순간을 이 일기는 “세상은 밤을 새워가며 미칠듯이 좋아라고 야단을 한다. 그러나 웬셈인지 우리나라 사람들은 나와 같은 맘인지 다들 멍하여 가지고 정신을 못 차리고 있는 것이다”라며 담담히 서술하고 있습니다. 이 일기는 1946년 5월 4일 배를 타고 고국의 땅 부산에 도착하면서 끝을 맺는다.
이 일기를 정리한 이들 부부의 외손녀인 김현주는 "이 일기를 통해 '강한 의지와 희망'을 가지고 있다면 어떠한 어려움도 이겨낼 수 있다는 삶의 진리를 느끼기를 바랄 뿐입니다." 라고 덧붙이고 있다.

### 의의
당시 임시정부 가족들의 생활상과 독립 운동가들의 인간적 모습을 기록하고 있는 귀중한 사료이다. 특히, 일기가 씐 중일전쟁 시기에 일본의 공습을 피해 임시정부가 충칭 시로 이동하기까지의 실상을 시기별로 정확히 알려주는 거의 유일한 자료다. 일본이 연합국에 무조건 투항했다는 패망소식을 임시정부 국무위원회 주석 김구선생과 임시정부가 1945년 8월 10일 오후 8시(중국시간)에 알게 된 사실도 제시의 일기로 확인됐다.

### 목차
1. 중국, 그 대륙을 떠도는 부평초가 되어
2. 그래도 희망을 가슴에 품고
3. 제2의 고향, 중경
4. 계속되는 시련과 아픔
5. 소원은 이뤄졌지만

## 기타
- 2006년 3월 1일 '제시의 일기'는 KBS 삼일절 특집 다큐멘터리 《광야에서 들꽃을 만나다》라는 이름으로 제작, 방영됐다.[4]
- 2010년 KBS '한국의 유산' 캠페인으로도 제작되고 있다.